# Tyler Boyd
Tyler Dominic Boyd (ur. 30 grudnia 1994 w Taurandze) – amerykański piłkarz pochodzenia nowozelandzkiego występujący na pozycji skrzydłowego, reprezentant Stanów Zjednoczonych i były reprezentant Nowej Zelandii, od 2024 roku zawodnik Nashville SC.
Jego ojciec pochodzi z Nowej Zelandii, zaś matka ze Stanów Zjednoczonych. Urodził się w Nowej Zelandii, następnie spędził część dzieciństwa w Stanach Zjednoczonych, by w wieku 10 lat powrócić do Nowej Zelandii. Początkowo występował w reprezentacji Nowej Zelandii, jednak następnie zdecydował się na grę w reprezentacji Stanów Zjednoczonych.